# 隅田川 (能)

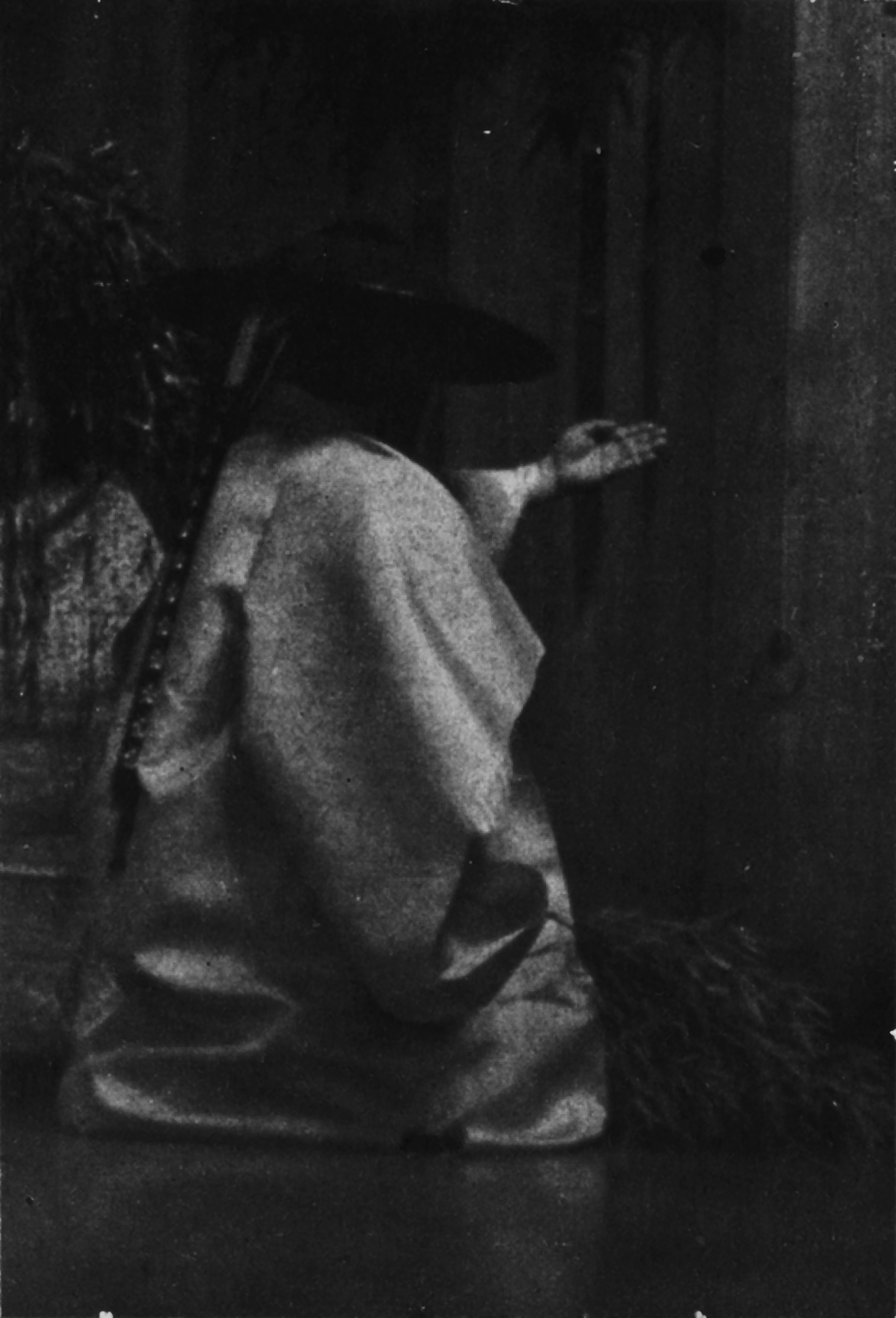
14世喜多六平太による「隅田川」の一場面。荻島雄三撮影

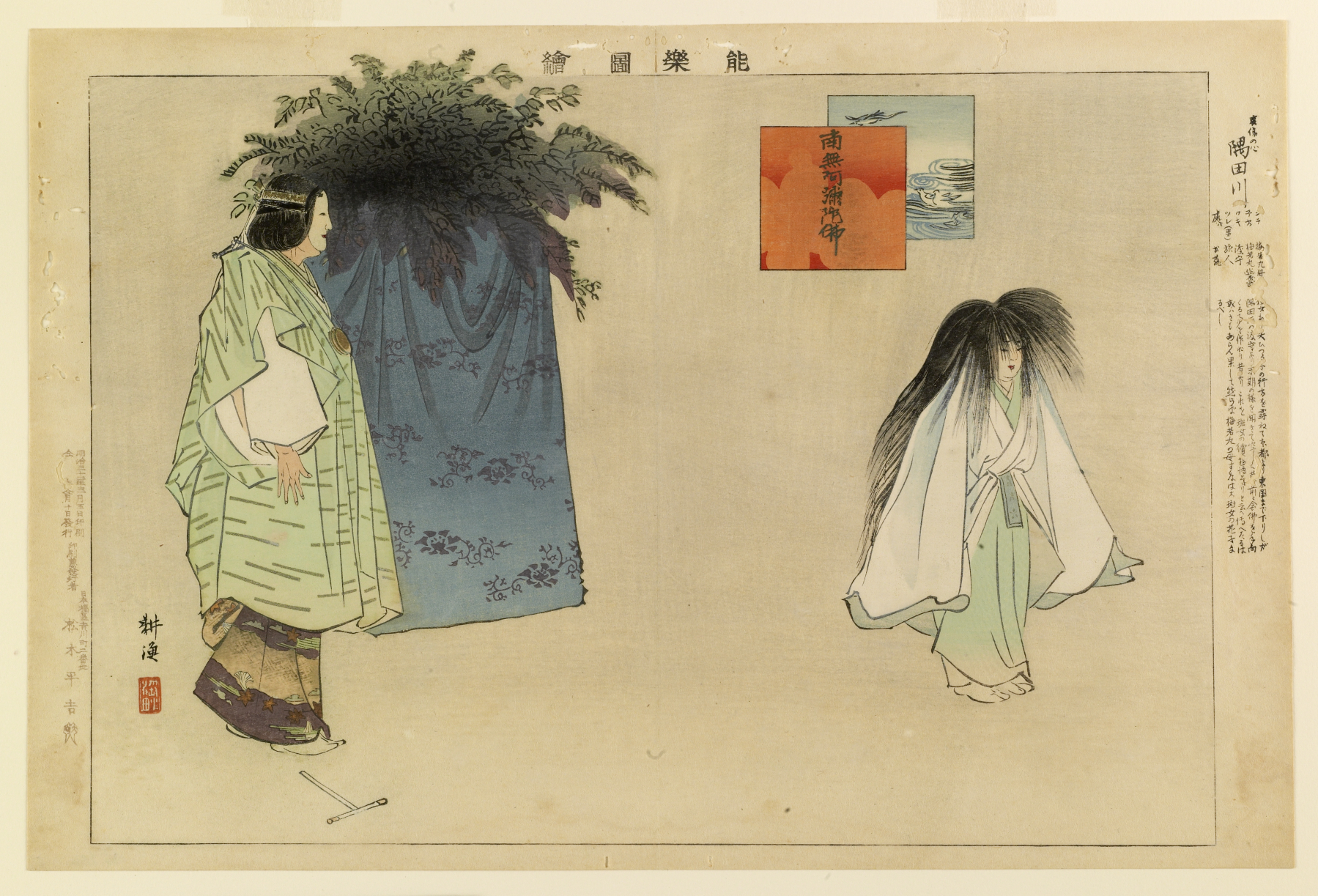
隅田川（月岡耕漁『能楽図絵』）

『隅田川』 （すみだがわ） は能楽作品の一つである。観世元雅作。
一般に狂女物は再会→ハッピーエンドとなる。ところがこの曲は春の物狂いの形をとりながら、一粒種である梅若丸を人買いにさらわれ、京都から武蔵国の隅田川まで流浪し、愛児の死を知った母親の悲嘆を描く。
各流派で演じられるが、金春流で演じられる時は、『角田川』（すみだがわ）のタイトルになる。

## 作品構成
- シテ: 狂女、梅若丸の母
- 子方: 梅若丸の霊
- ワキ: 隅田川の渡し守
- ワキヅレ: 京都から来た旅の男
- 大小前に塚の作り物（その中に子方が入っている）

渡し守が、これで最終便だ今日は大念仏があるから人が沢山集まるといいながら登場。ワキヅレの道行きがあり、渡し守と「都から来たやけに面白い狂女を見たからそれを待とう」と話しあう。
次いで一声があり、狂女が子を失った事を嘆きながら現れ、カケリを舞う。道行きの後、渡し守と問答するが哀れにも「面白う狂うて見せ候へ。狂わずハこの舟にハ乗せまじいぞとよ」と虐められる。
狂女は業平の『名にし負はば…』の歌を思い出し、歌の中の恋人をわが子で置き換え、都鳥（実は鴎）を指して嘆く事しきりである。渡し守も心打たれ「かかる優しき狂女こそ候はね、急いで舟に乗り候へ。この渡りハ大事の渡りにて候。構へて静かに召され候へ。」と親身になって舟に乗せる。
対岸の柳の根元で人が集まっているが何だと狂女が問うと、渡し守はあれは大念仏であると説明し、哀れな子供の話を聞かせる。京都から人買いにさらわれてきた子供がおり、病気になってこの地に捨てられ死んだ。死の間際に名前を聞いたら、「京都は北白河の吉田某の一人息子である。父母と歩いていたら、父が先に行ってしまい、母親一人になったところを攫われた。自分はもう駄目だから、京都の人も歩くだろうこの道の脇に塚を作って埋めて欲しい。そこに柳を植えてくれ」という。里人は余りにも哀れな物語に、塚を作り、柳を植え、一年目の今日、一周忌の念仏を唱えることにした。
それこそわが子の塚であると狂女は気付く。渡し守は狂女を塚に案内し弔わせる。狂女はこの土を掘ってもわが子を見せてくれと嘆くが、渡し守にそれは甲斐のないことであると諭される。やがて念仏が始まり、狂女の鉦の音と地謡の南無阿弥陀仏が寂しく響く。そこに聞こえたのは愛児が「南無阿弥陀仏」を唱える声である。尚も念仏を唱えると、子方が一瞬姿を見せる。だが東雲来る時母親の前にあったのは塚に茂る草に過ぎなかった。
「隅田川」の母のような女性は「女物狂」と呼ばれ、「桜川」「百万」「班女」など同様な女性を主人公とする一連の作品を、「狂女物」と呼ぶ。

## 関連作品
- それとは明示していないが、吉田の某という父親の名は班女を否応なく思わせる。
- 『伊勢物語』第九段（「東下り」）の影響がある。
- 『申楽談儀』の中に、子方の姿を見せることについて、元雅と父・世阿弥との間で討論がある。

## 派生作品

### 隅田川物
江戸文芸の中でこの梅若の物語を下敷きとして創作された一連の作品を「隅田川物」と総称する。 内容は大きく脚色され、作品によっては元の設定がほとんど残っていないようなものもある。「御家物」的な色合いが強く出ているものが多く、江戸時代の世相や人情を反映しているとも言われている。
- 歌舞伎
  - 『出世隅田川』 - 初代市川團十郎作、元禄十四年三月（1701年4月）江戸中村座初演
  - 『隅田川続俤』（法界坊）- 奈河七五三助作、天明四年五月（1784年6月）大坂角の芝居初演
  - 『都鳥廓白浪』（忍の惣太）- 二代目河竹新七（黙阿弥）作、安政元年三月（1854年4月）江戸河原崎座初演
- 人形浄瑠璃
  - 『双生隅田川』- 近松門左衛門作、享保五年八月（1720年9月）大坂竹本座初演

### その他の事例
- イギリスの作曲家ベンジャミン・ブリテンはこの能をみて感激し、オペラ『カーリュー・リヴァー』を作曲した。
- 金春会の「隅田川」青空文庫中の芥川龍之介作品。